# Witold Wróblewski (filolog)

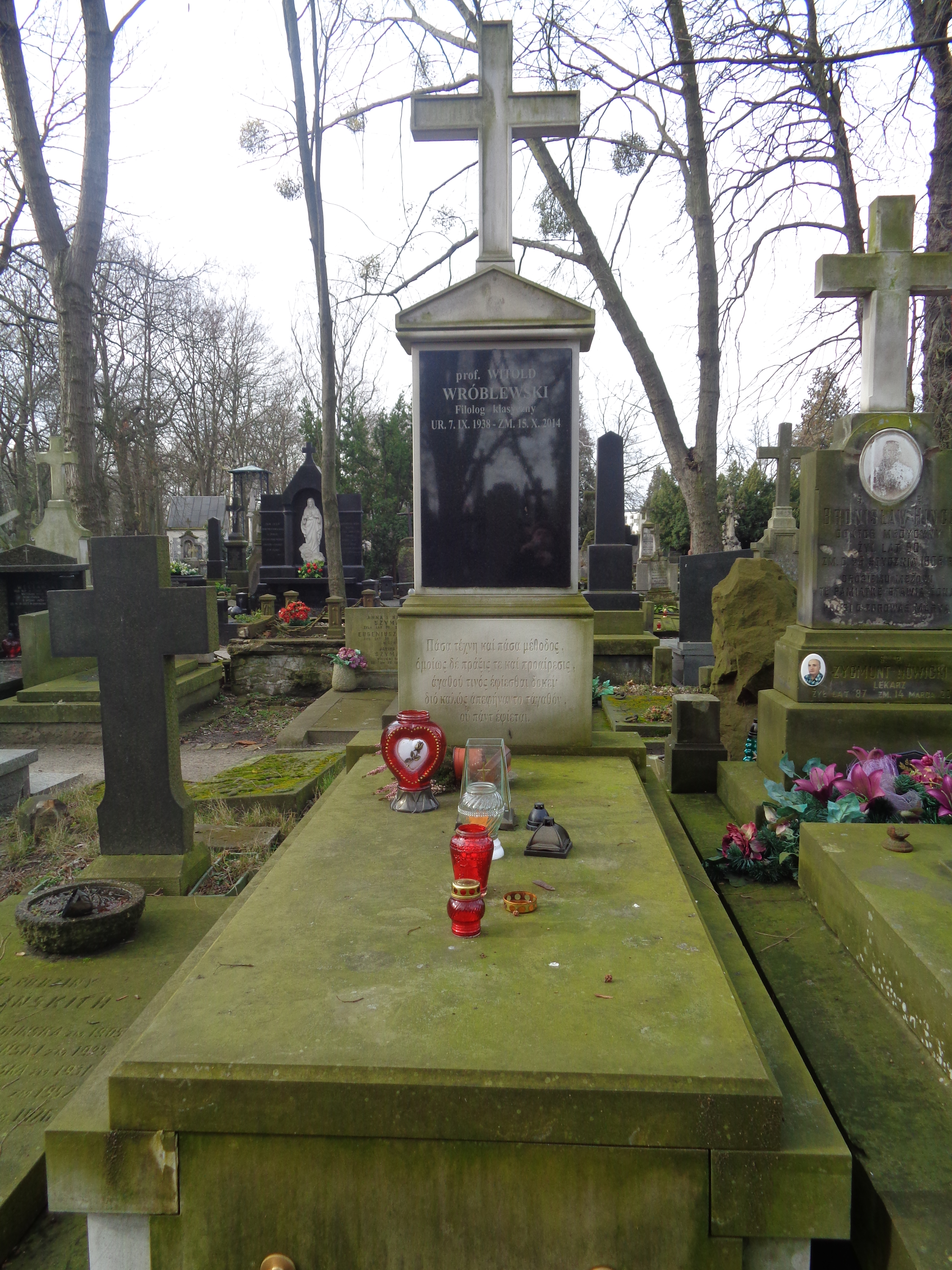
Grób profesora Witolda Wróblewskiego na Cmentarzu Powązkowskim

Witold Wiktor Wróblewski (ur. 7 września 1938 w Grudziądzu, zm. 15 października 2014) – polski filolog specjalizujący się w filologii klasycznej, filozofii starożytnej, literaturze greckiej i starożytnej. 

## Życiorys
W 1957 roku ukończył liceum ogólnokształcące w Grudziądzu, po czym podjął studia w zakresie  filologii klasycznej na Uniwersytecie Mikołaja Kopernika w Toruniu. Wśród jego wykładowców byli Barbara Józefowiczowa, Stefan Srebrny oraz Zofia Abramowiczówna. Odbywał również indywidualne studia z filozofii starożytnej u  Henryka Elzenberga oraz Izydory Dąmbskiej. W 1962 roku ukończył studia i został zatrudniony na stanowisku asystenta w Katedrze Filologii Klasycznej UMK. 
Stopień doktora nauk humanistycznych uzyskał na tej samej uczelni w 1969 roku. Tematem jego rozprawy był Arystokratyzm Platona, a promotorem Zofia Abramowiczówna. Stopień doktora habilitowanego uzyskał w 1979 roku na podstawie dorobku naukowego i rozprawy Pojęcie "arete" w II połowie V wieku p.n.e. Protagoras - Gorgiasz - Demokryt. Tytuł profesora zwyczajnego otrzymał w 1993 roku. Od 1979 do 1997 roku kierował Katedrą Filologii Klasycznej UMK, a w latach 1981-1984 był dziekanem Wydziału Humanistycznego tej uczelni. Współpracował też z Uniwersytetem Łódzkim, na którym w 1992 roku objął stanowisko profesora nadzwyczajnego.

## Wybrane publikacje
- Arystokratyzm Platona (1972)
- Pojęcie "arete" w II połowie V wieku p.n.e. Protagoras-Gorgiasz-Demokryt (1979)
- Studia nad starożytnością prof. Izydory Dąmbskiej (1986)
- Filozofia praktyczna Arystotelesa i jej antropologiczne aspekty (1991, ISBN 83-900239-1-1)
- Rozwój idei społeczeństwa obywatelskiego w Atenach w wieku VI i V przed Chrystusem (2004, ISBN 83-231-1652-0)
- W kręgu Platona i jego dialogów (2005, redakcja pracy zbiorowej, ISBN 83-231-1725-X)